# Hans Hüttner
Johann Elias „Hans“ Hüttner (* 19. November 1885 in Hirschberglein; † 11. September 1956 in Hof (Saale)) war ein deutscher Generalmajor der Wehrmacht im Zweiten Weltkrieg.

## Leben
Der Sohn eines Fabrikarbeiters war einer von nur sieben Arbeitersöhnen mit Generalsrang von 3191 Generalen und Admiralen der Wehrmacht und einer von insgesamt 79 Soldaten der Wehrmacht, die aus dem Unteroffiziersrang zum General oder Admiral aufgestiegen sind.
Er trat am 23. Oktober 1905 in das 19. Infanterie-Regiment der Bayerischen Armee ein. Beim Ausbruch des Ersten Weltkriegs war Hüttner Vizefeldwebel und Zugführer in seinem Regiment, mit dem er an der Westfront zum Einsatz kam. Am 4. Oktober 1914 wurde er dort erstmals verwundet. Am 22. Januar 1917 wurde er zum Offizierstellvertreter und am 12. Mai 1918 wegen „ganz hervorragender Tapferkeit vor dem Feinde“ zum Leutnant befördert und als Kompanieführer eingesetzt. Für sein Wirken während des Krieges erhielt Hüttner neben beiden Klassen des Eisernen Kreuzes, das Verwundetenabzeichen in Silber, den Bayerischen Militärverdienstorden IV. Klasse mit Schwertern sowie die Österreichische Goldene Tapferkeitsmedaille
Am 1. Oktober 1918 geriet Hüttner in britische Kriegsgefangenschaft, aus der er nach dem Waffenstillstand entlassen wurde. Er schloss sich daraufhin der Sicherungskompanie des Bataillons „Glaser“ in Erlangen an, das später als I. Bataillon des Reichswehr-Infanterie-Regiments 47 umgegliedert wurde. Damit erfolgte auch seine Übernahme in die Reichswehr. 1925 wurde er zum Hauptmann befördert und war bis 1934 Kompaniechef im 21. (Bayerisches) Infanterie-Regiment in Bayreuth.
In der 1935 gegründeten Wehrmacht wurde Hüttner als Major erster Standortältester der neuen Garnison Hof. Ab dem 1. Mai 1935 war er Kommandeur des Ergänzungs-Bataillons des Infanterie-Regiments Bayreuth. Auch nach der Umbenennung des Infanterie-Regiments Bayreuth in Infanterie-Regiment 42 blieb er Kommandeur des Ergänzungs-Bataillons. Die Beförderung zum Oberstleutnant erfolgte am 1. April 1939. Am 1. September 1939, dem Kriegsbeginn, wurde er zum Kommandeur des I. Bataillons des Infanterie-Regiments 480 der 260. Infanterie-Division ernannt. Ab dem 1. März 1941 führte er das I. Bataillon des Infanterie-Regiments 519 der 296. Infanterie-Division. Er war bis Mitte 1944 an der Ostfront eingesetzt. Vom 1. August 1941 bis zum 31. Juli 1943 war er Kommandeur des Infanterie-Regiments 520 der 296. Infanterie-Division. Er erhielt das Deutsche Kreuz in Gold und das Ritterkreuz des Eisernen Kreuzes. Seine Beförderung zum Oberst erfolgte am 1. Februar 1942. Ab dem 15. August 1943 führte er den Verband 709 der Osttruppen. Vom 10. Oktober 1943 bis zum 10. Dezember 1943 war er Kommandeur des Verbandes 741 der Osttruppen. Später war er mit der Führung der Kampfgruppe 167 der Infanterie-Division beauftragt. Bei der Kampfgruppe handelte es sich um die Reste der abgekämpften 167. Infanterie-Division. Vom 1. Juli bis zum 19. Dezember 1944 hatte er das Kommando der Festung Christiansand in Norwegen. Am 1. Januar 1945 erfolgte die Beförderung zum Generalmajor. Vom 20. Januar 1945 bis zum Kriegsende war er eigentlich Festungskommandant von IJmuiden als Tarnbezeichnung aber Divisionskommandeur der 703. Infanterie-Division in den Niederlanden.
Hüttner erhielt das Goldene Verwundetenabzeichen für sechs Verwundungen. Bis zu seinem Tode lebte er in Hof/Saale.

## Andenken Hüttners in der Bundeswehr
Am 30. April 1985 erhielt eine Kaserne in Hof den Namen „General-Hüttner-Kaserne“. Die Namensgebung nach dem überzeugten Nationalsozialisten Hüttner geriet erstmals im Frühjahr 1994 in die Kritik. Auch aufgrund eines Kurzgutachtens des Militärgeschichtlichen Forschungsamtes wurde die Liegenschaft in Oberfranken-Kaserne umbenannt.
Am 8. Juli 2013 wurde die Namensänderung im Rahmen einer Feier mit Bundesinnenminister Hans-Peter Friedrich wirksam. Der parlamentarische Staatssekretär Christian Schmidt im Bundesverteidigungsministerium betonte, dass die Umbenennung nicht als negatives Urteil gegen den General zu verstehen sei. Kritiker, wie die Gewerkschaft Erziehung und Wissenschaft, hatten hingegen die Auffassung vertreten, die Benennung der Kaserne nach Hüttner sei bereits 1985 ein Verstoß gegen den Traditionserlass der Bundeswehr gewesen. Das Bundesministerium der Verteidigung hebt hervor, dass Personen, die sich durch ihr „gesamtes Wirken oder eine herausragende Tat um Freiheit und Recht verdient gemacht haben“, zum Namensgeber einer Kaserne werden können. Ausschlaggebend sei ein beispielhaftes Hineinwirken der (militärischen) Persönlichkeit in die Gegenwart. Heute ist in der Kaserne die Zentrale Untersuchungsstelle der Bundeswehr für Technische Aufklärung (CIR) untergebracht.